# Eriogonum contiguum
Eriogonum contiguum là một loài thực vật có hoa trong họ Rau răm. Loài này được (Reveal) Reveal mô tả khoa học đầu tiên năm 1972.